# Kaltitartessus anomalus
Kaltitartessus anomalus är en insektsart som beskrevs av Evans 1981. Kaltitartessus anomalus ingår i släktet Kaltitartessus och familjen dvärgstritar. Inga underarter finns listade i Catalogue of Life.